# Cira
Cira (oficialmente Santa Baia de Cira) es una parroquia española del municipio pontevedrés de Silleda, en la comunidad autónoma de Galicia.

## Historia
Hacia mediados del siglo XIX, la parroquia tenía contabilizada una población de 400 habitantes. Aparece descrita en el sexto volumen del Diccionario geográfico-estadístico-histórico de España y sus posesiones de Ultramar de Pascual Madoz con las siguientes palabras:

CIRA (Santa Eulalia de): felig. en la prov. de Pontevedra (8 leg.), part. jud. de Lalin (2), dióc. de Santiago (5 1/2), ayunt. de Chapa: sit. sobre la márg. izq. del r. Deza y en confluencia con el Ulla: la combaten todos los vientos y el clima es templado y saludable. Comprende, ademas del l. de su nombre, las ald. de Curro, Fiscarelos, Rendo, Sobrado y Vilar que reunen mas de 90 casas. La igl. párr. dedicada á Sta. Eulalia es aneja de la de San Miguel de Castro. Confina el térm. con las felig. de Gres, Dornelas, la matriz y el mencionado r. Deza; sobre el cual hay un largo puente de madera con pilares de piedra. El terreno en lo general es llano, fértil y abundante de árboles de diferentes clases. prod.: algun trigo, centeno, maiz, legumbres, hortaliza, vino flojo, pero de buen gusto, y frutas: sostiene ganado vacuno, lanar y cabrio; hay caza y pesca de varias especies. ind.: ademas de la agricultura existen distintos molinos harineros. pobl.: 97 vec., 400 alm. contr. con su ayunt. (V.)
(Madoz, 1847, p. 413)

En la actualidad, pertenece al municipio de Silleda. En 2022, tenía empadronados 205 habitantes.